# Цілування руки

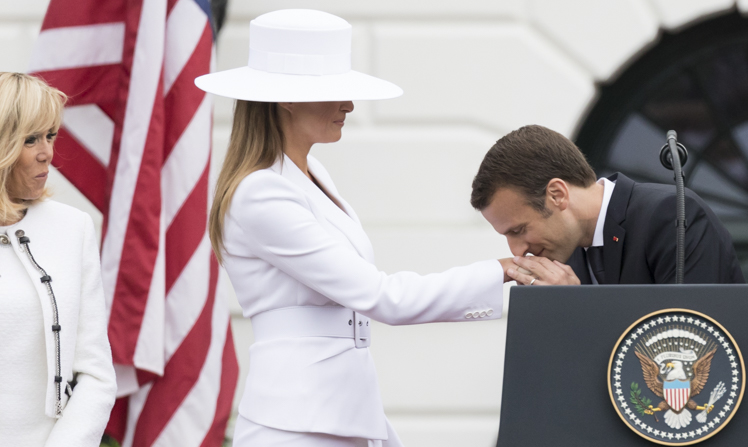
Президент Франції Еммануель Макрон вітає першу леді США Меланію Трамп, поцілувавши їй руку (24 квітня 2018 р.).

Цілування руки — звичай цілувати руку як жест, який означає привітання.

## Історія походження
Поцілунок як жест привітання існував ще в Стародавньому Римі. Було три варіанти вітань: найближчому оточенню дозволялося цілувати вельможу, правителя в губи, звичайні сановники могли цілувати йому руки, а слуги — ноги.
У Англії у XVI столітті, за етикетом, гість мав цілувати руки господаря, господині, дітей та домашніх тварин.

## У різних країнах
У теперішній час у багатьох країнах світу прийнято цілувати жінці руку лише у святковій обстановці. Наприклад, в Австрії жінкам цілують руку у винятково урочистих випадках. В Польщі вважається, що саме цей ритуал надає урочистого характеру будь-якій події.

## Правила етикету
- Під відкритим небом, тобто на вулиці, жінкам руки не цілують.
- Не дозволяється цілувати руку під час їжі.
- У гостях дозволяється цілувати руку тільки господині дому.
- Збираючись поцілувати руку жінці, чоловік повинен не підіймати руку до своїх губ, а прихилитися губами до руки, поцілувавши, її повільно опустити.
- Цілувати руку потрібно в тильну частину пальців